# 5723 Hudson
Az 5723 Hudson (ideiglenes jelöléssel 1986 RR2) a Naprendszer kisbolygóövében található aszteroida. Edward L. G. Bowell fedezte fel 1986. szeptember 6-án.